# Torneo Supercup 2011
Il Torneo Supercup 2011 si è svolto dal 19 al 21 agosto 2011.

Gli incontri si sono svolti nell'impianto "Stechert Arena", situato nella città di Bamberga.

## Squadre partecipanti
1. Belgio
2. Germania
3. Grecia
4. Turchia

## Risultati
| Bamberga 19 agosto 2011, ore 17,30 | Grecia | 62 – 38 | Turchia | Stechert Arena |

| Bamberga 19 agosto 2011, ore 20,15 | Germania | 71 – 65 | Belgio | Stechert Arena |

| Bamberga 20 agosto 2011, ore 15,00 | Turchia | 66 – 60 | Belgio | Stechert Arena |

| Bamberga 20 agosto 2011, ore 17,30 | Germania | 56 – 69 | Grecia | Stechert Arena |

| Bamberga 21 agosto 2011, ore 14,30 | Grecia | 70 – 61 | Belgio | Stechert Arena |

| Bamberga 21 agosto 2011, ore 17,15 | Germania | 64 – 52 | Turchia | Stechert Arena |

## Classifica
| -  | Team     | PT |
| -- | -------- | -- |
| 1. | Grecia   | 6  |
| 2. | Germania | 4  |
| 3. | Turchia  | 2  |
| 4. | Belgio   | 0  |